# Её звали Вайраумати
«Её звали Вайраумати» (таит. Vairaumati tei oa) — картина французского художника Поля Гогена, написанная им в полинезийский период творчества в1892 года.  В картине нашёл воплощение интерес Гогена к мифологии Полинезии. Она оставалась в семье художника, а затем перешла в галерею Амбруаза Воллара в Париже. Сергей Щукин приобрел ее у последнего в 1904 году, а в 1918 году она была приобретена 1-м Музеем новой западной живописи. С 1948 года она находится в Пушкинском музее в Москве.

## История создания
Историю создания картины и её сюжет Гоген рассказывает в «Ноа-Ноа»: Во время одного из сеансов Техура с таинственным видом рассказала Гогену о тайном обществе, которое пользовалось исключительным влиянием на островах — обществе Ареои. Члены этого общества, наверное, лучше и полнее, чем кто-либо когда-либо на свете, осуществили идеал свободной любви. Все мужчины и женщины, входившие в этот союз, имели неограниченное право на сексуальные связи друг с другом. Ареои считали себя адептами бога Оро и старались всеми средствами распространять его учение.
Гогена охватила идея-написать картину на сюжет из легенды о боге Оро. Картину Гоген назвал «Её зовут Вайраумати». Как повествует древний миф маорийцев, великий бог Оро решил однажды избрать себе подругу среди смертных и с этой целью посетил все острова. Много дней прошло в тщетных усилиях, и он уже собирался было возвращаться на небеса, когда на острове Бора-Бора заметил молодую девушку, необычайно красивую: высокую, стройную, солнце блистало в золоте её кожи, её звали Вайраумати. По радуге он спустился к своей возлюбленной. Вайраумати тем временем приготовила стол, уставленный плодами, и ложе из самых тонких циновок и самых роскошных тканей. И вот под сенью тамарисков на берегу моря оба они — красивые и сильные, оба божественные — предавались любви. Сын, родившийся в результате прекрасной любви бога Оро и земной девушки Вайраумати, положил начало народу Ареои.

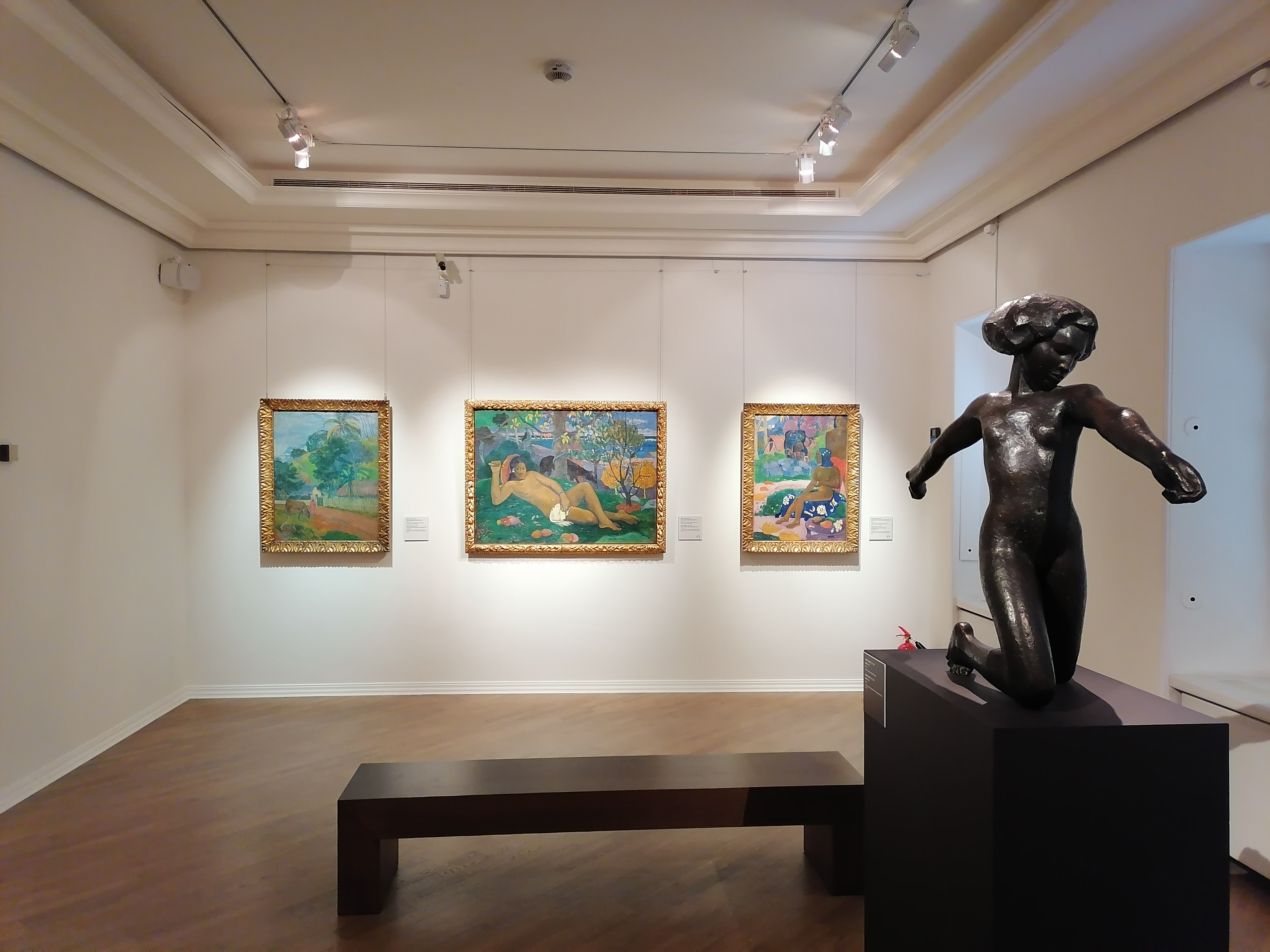
Картина в зале Пушкинского музея

На картине Гогена обнажённая Вайраумати восседает на ложе любви, устланном роскошными тканями, а на низком столике у её ног лежат свежие плоды — угощение для возлюбленного. За её спиной стоит Оро в красной набедренной повязке, такой же прекрасный и златокожий, как и его избранница. В глубине картины два идола — придуманный Гогеном таитянский рельеф, олицетворяющий любовь. Поза Вайраумати соответствует канонам древнеегипетских рельефов. Гоген считал, что памятники древних культур были неразделимо связаны с природой. С собой на остров Гоген привёз фотографии египетских древностей и впоследствии нередко использовал эти материалы при написании картин.
Собственность семьи П. Гогена, Париж; галерея А. Воллара, Париж. В 1904 приобретена С. И. Щукиным у Воллара, Париж. С 1918 в 1-м Музее новой западной живописи; с 1923 — ГМНЗИ; с 1948 — ГМИИ.